# Sonate K. 21
Pour les articles homonymes, voir K21.
Pour un article plus général, voir Essercizi per gravicembalo.
La sonate K. 21 (F.537/L.363) en ré majeur est une œuvre pour clavier du compositeur italien Domenico Scarlatti. C'est la vingt-et-unième sonate du seul recueil publié du vivant de l'auteur, les Essercizi per gravicembalo (1738), qui contient trente numéros.

## Présentation
La sonate K. 21, en ré majeur, est notée Allegro.
Dernières mesures de la sonate :

## Édition et manuscrits
L'œuvre est imprimée dans le recueil des Essercizi per gravicembalo publié sans doute à Londres en 1738. Des copies manuscrites apparaissent dans Münster V 49, Vienne A 35 et Orfeó Catalá (E-OC) no 28.

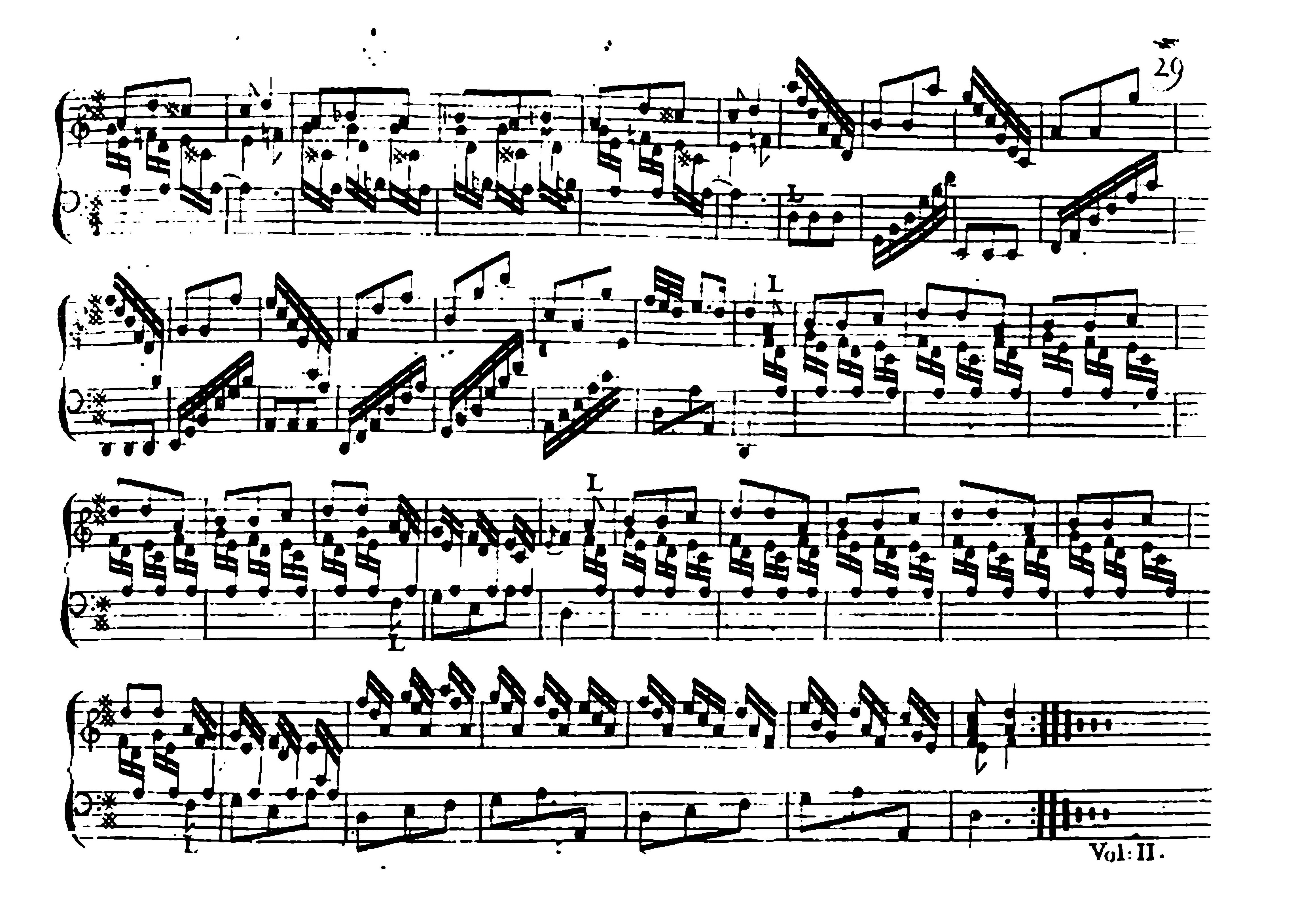
Édition Londres, 1739 (dernière page).
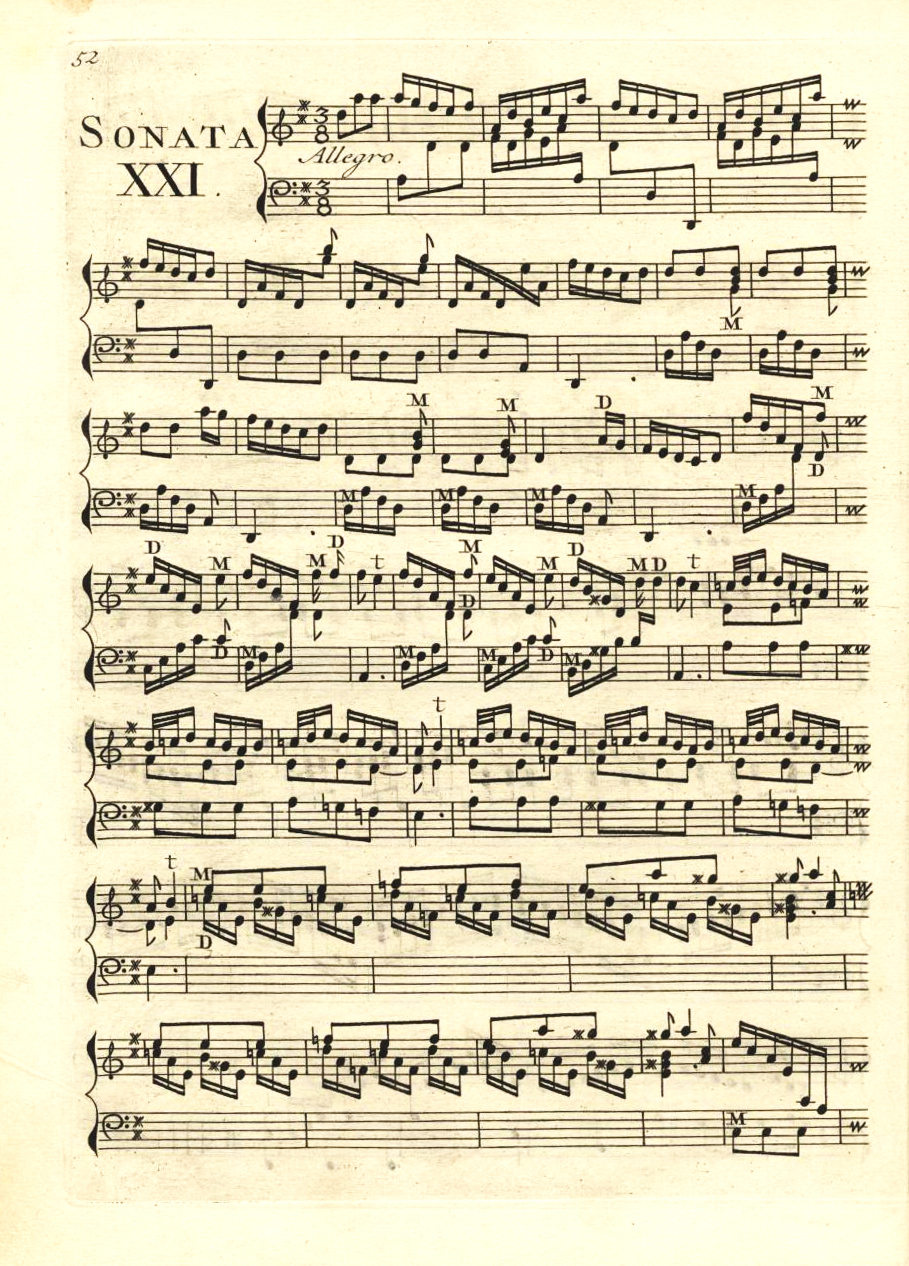
Édition Amsterdam, 1742.
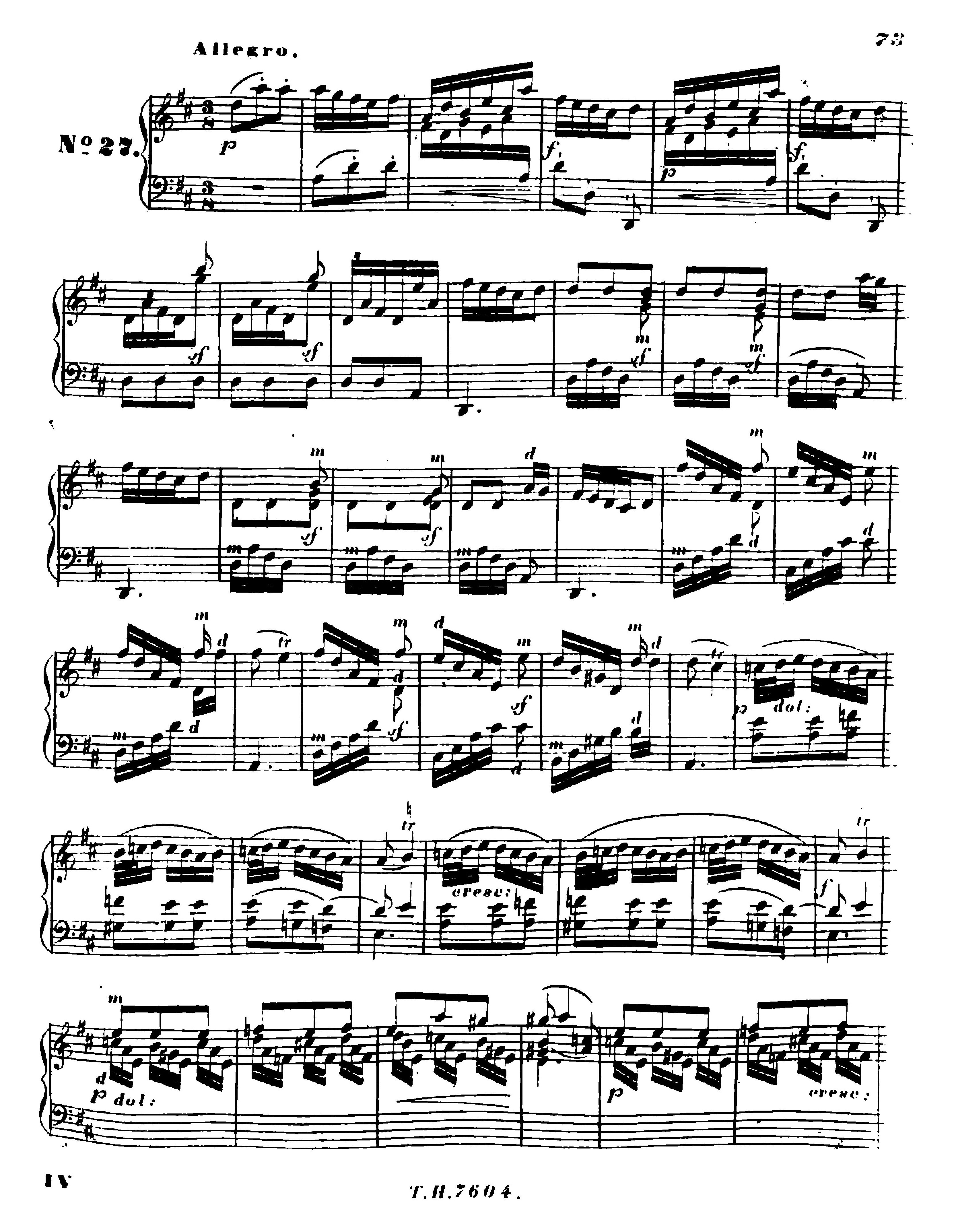
Édition Haslinger/Czerny, 1838.

## Interprètes
La sonate K. 21 est défendue au piano, notamment par Carlo Grante (2009, Music & Arts, vol. 1) et Duanduan Hao (2011, Naxos, vol. 14) ; au clavecin par Scott Ross (1976, Still et 1985, Erato), Colin Tilney (1987, Dorian), Joseph Payne (1990, BIS), Laura Alvini (Frame et Nuova Era), Ottavio Dantone (2002, Stradivarius, vol. 8), Richard Lester (2003, Nimbus, vol. 3), Pieter-Jan Belder (Brilliant Classics), Kenneth Weiss (2007, Satirino) et Hank Knox (2021, Leaf Music).

## Sources
: document utilisé comme source pour la rédaction de cet article.
- Ralph Kirkpatrick (trad. de l'anglais par Dennis Collins), Domenico Scarlatti, Paris, Lattès, coll. « Musique et Musiciens », 1982 (1re éd. 1953 (en)), 493 p. (ISBN 978-2-7096-0118-4, OCLC 954954205, BNF 34689181).
- Alain de Chambure, « Domenico Scarlatti : Intégrale des sonates — Scott Ross », Erato (2564-62092-2), 1985 (OCLC 891183737) .
- (it) Águeda Pedrero-Encabo (trad. de l'espagnol par Francesco Paolo Russo), « Una nuova fonte degli «Essercizi» di Domenico Scarlatti: il manoscritto Orfeó Catalá (E-OC) », Fonti Musicali Italiane, no 17,‎ 2012, p. 151–173 (présentation en ligne).